# Escarabajosa de Cuéllar
Escarabajosa de Cuéllar es una localidad perteneciente al municipio de Cuéllar, en la provincia de Segovia, comunidad autónoma de Castilla y León, España. Forma parte de la Comunidad de Villa y Tierra de Cuéllar, estando por su calidad de barrio o arrabal de Cuéllar, encuadrada en el Sexmo de Cuéllar.
En su término se ubica el despoblado de Pociague, del que quedan restos de una iglesia románica, destrozados por su actual uso como edificio agrícola.

## Geografía

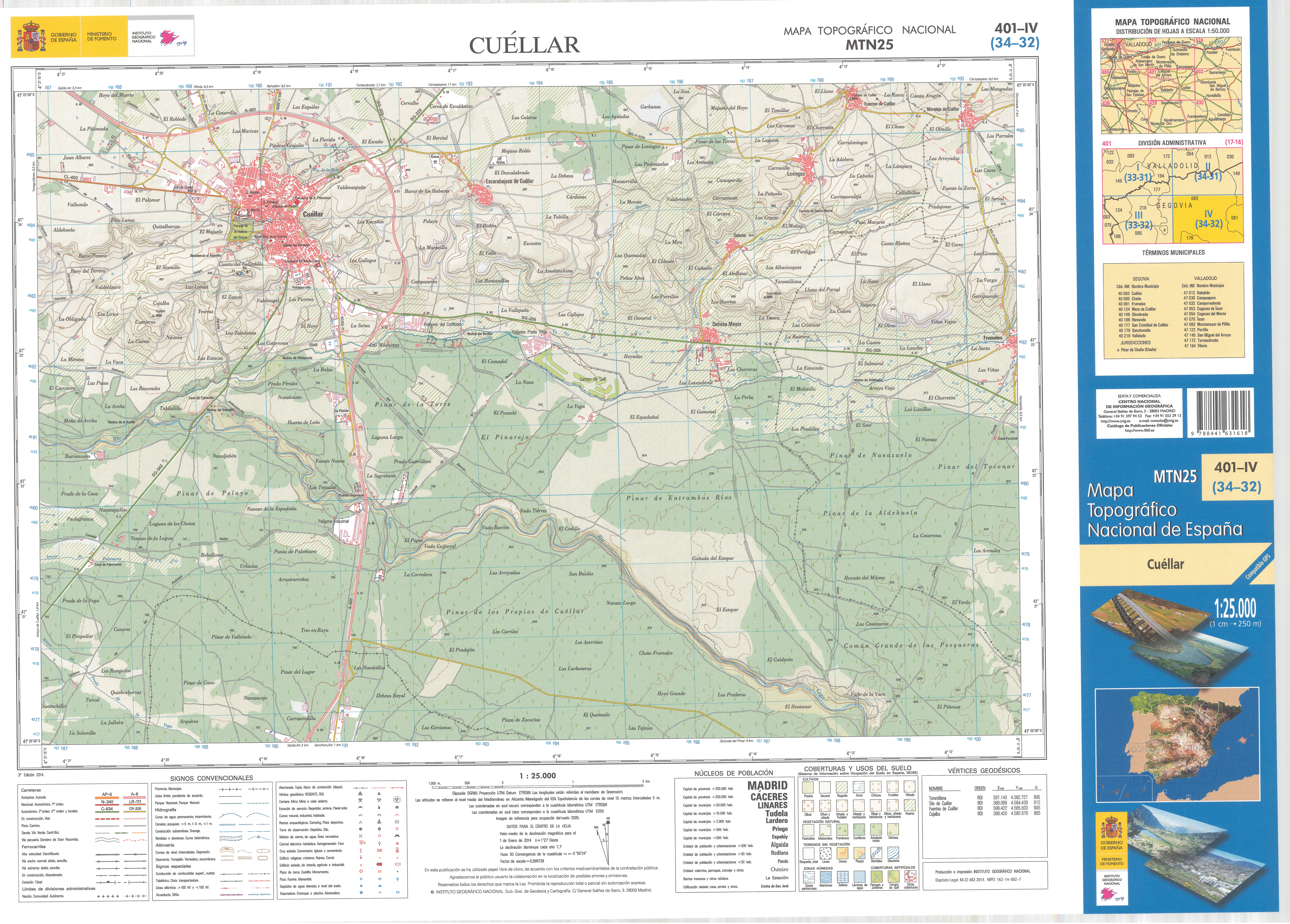
Fragmento de la hoja 401 del Mapa Topográfico Nacional de España de 2014 en el que se representa parte de Escarabajosa

Se sitúa en un llano donde su núcleo es atravesado por la Cañada Real de la Vega, en la cercanía del Arroyo de la Morate y de varios pinares visibles desde el pueblo ubicado a 2,5 km de la villa de Cuéllar.
Además de contar con varios caminos de tierra, el acceso pavimentado se da por una de las salidas de la SG-V-2231 (SG-223 - Fuentesaúco de Fuentidueña), carretera que inicia a 0,5 km en la carretera SG-223 (Cuéllar - VA-223) al pie de la salida 53 de la A-601 (Segovia - Valladolid).
Sus casas se agrupan en torno a la llamada Plaza Mayor, en la que existió una fuente que sirvió de abastecer de agua a sus vecinos.

### Límites
| Noroeste: Cuéllar | Norte: Cuéllar | Noreste: Lovingos, Fuentes de Cuéllar |
| Oeste: Cuéllar    |                | Este: Lovingos, Dehesa de Cuéllar     |
| Suroeste: Cuéllar | Sur: Cuéllar   | Sureste: Lovingos, Dehesa de Cuéllar  |

## Historia
Fundada o repoblada durante la Reconquista a expensas de la Comunidad de Villa y Tierra de Cuéllar, a la que pertenece desde entonces, quedando encuadrado dentro del Sexmo de Cuéllar como arrabal de aquella villa.
En el siglo XIV se la nombra como Escaravaiosa en varios documentos de la descripción de unas propiedades: “do a los clérigos del cabillo de Cuellar, a los que agora son e an de ser cabadelante, la tierra que he a Los Chorrillos, por do[n] uan a Escaravaiossa”.
Hasta el siglo XIX se denominó simplemente Escarabajosa, que significa lugar de rosales silvestres, añadiéndole después el nominativo "de Cuéllar". En este siglo también sabemos que contaba con setenta edificaciones de «aspecto humilde» y una escuela con unos treinta alumnos.

## Geografía humana

### Demografía
| 97            | 92 | 82 | 71 | 72 | 79 | 72 | 70 | 69 | 72 | 64 | 68 |
| (Fuente: INE) |    |    |    |    |    |    |    |    |    |    |    |

### Economía
Predominan las actividades tradicionales de la agricultura de secano y la ganadería.

## Cultura

### Patrimonio
- Iglesia de Santa María la Nueva, una nave con cubierta a dos aguas y ábside poligonal en su cabecera, cubierto por una armadura de tipo mudéjar. Fue levantado en el interior de la localidad en el siglo XVI sobre una templo románico anterior del que se conserva su particular pila bautismal totalmente lisa y tallada en una pieza única. Destaca su espadaña, así como un retablo renacentista de María, una imagen de la Virgen del Rosario obra de Pedro de Bolduque, una custodia de sol del siglo XVII y una cruz procesional del siglo XVIII.
- Torreón del despoblado de Pociague, parte de una iglesia románica. Una propiedad privada que la con adición de un almacén, una tolva, un taller de herramientas y una caseta de perro la terminaron de devastar.
- Antigua escuela de instrucción pública, donde llegaron a estudiar hasta 30 niños.
- Arquitectura tradicional, con viviendas de planta baja y mampostería de piedra caliza propia de la zona, con fachadas donde predominan los colores claros. Siendo el pueblo parte de los llamados "Pueblos Bancos de Segovia".
- Cañada Real de la Vega, antigua vía pecuaria.[1][2][3][6][4]

### Fiestas
- San Isidro, el 15 de mayo.
- Santa María la Nueva, el 8 de septiembre.[3]